# Laura Giuliani
Laura Giuliani (Milaan, 5 juni 1993) is een voetbalspeelster uit Italië. Ze speelt als doelverdediger voor AC Milan in de Serie A.

## Clubcarrière
Giuliani kwam in haar jeugdjaren uit voor S.S. La Benvenuta, een lokale voetbalclub uit Bollate, een stad ten noordwesten van Milaan. In 2009 stapte ze over naar Como waar ze onderdeel was van de selectie in het seizoen 2009/2010 in de Serie A2. Op 14 februari 2010 maakte Giuliani haar debuut in een wedstrijd tegen ACF Trento. In het seizoen 2020/21 verkreeg Giuliani een basisplaats en begon ze in alle 22 wedstrijden, waarin ze slechts 15 doelpunten doorliet. Met Como eindigde ze zelfs boven AC Milan in het seizoen 2010/11. Tijdens het beslissende duel won AC Milan door een laat doelpunt. FC Como promoveerde echter alsnog naar de Serie A nadat Reggiana zich terugtrok uit de competitie. Giuliani maakte haar debuut in de Serie op 9 oktober 2011 in een wedstrijd tegen Tavagnacco. Ze kwam tot 22 optredens op het hoogste Italiaanse voetbalniveau en kreeg daarin 37 doelpunten tegen. Met FC Como eindigde Giuliano op de negende plaats.
Op 21 september 2012 maakte Giuliani een transfer naar de Duitse club FSV Gütersloh 2009 actief in de Bundesliga. Ze maakte op 14 november 2012 haar debuut in deze competitie. Voorafgaand aan het seizoen 2015/16 maakte Giuliani de overstap naar competitiegenoot 1. FC Köln. Hier werd ze als tweede keepster achter Lena Nuding gehaald, maar mocht af en toe starten. Ze kon niet voorkomen dat de club uit Keulen degradeerde naar de tweede Bundesliga. Na de degradatie tekende Giuliani een contract bij SC Freiburg, waarmee ze behouden bleef in de Bundesliga. Ze was hier het hele seizoen tweede keus achter Laura Benkarth, die ook uitkwam voor het Duitse nationale team.
In 2017 keerde Giuliani terug naar Italië waar ze een contract tekende bij Juventus FC. Ze maakte haar debuut voor de club uit Turijn op 30 september 2017 in een 3-0 overwinning op Orobica. Op 20 mei 2018 werd Giuliani voor het eerst landskampioen na een 5-4 overwinning na penalty's tegen AC Brescia. Giuliani kondigde op 24 mei 2021 aan dat ze de club na het seizoen 2020/21 ging verlaten. Ze verkaste op 16 juli 2021 naar competitiegenoot AC Milan.

## Statistieken
| Seizoen | Club               | Land      | Competitie        | Wedstrijden | Doelpunten |
| ------- | ------------------ | --------- | ----------------- | ----------- | ---------- |
| 2011/12 | FC Como            | Italië    | Serie A           | 22          | 0          |
| 2012/13 | FSV Gütersloh 2009 | Duitsland | Bundesliga        | 6           | 0          |
| 2013/14 | Herforder SV       | Duitsland | Tweede Bundesliga | 21          | 0          |
| 2014/15 | Herforder SV       | Duitsland | Bundesliga        | 8           | 0          |
| 2015/16 | 1. FC Köln         | Duitsland | Bundesliga        | 13          | 0          |
| 2016/17 | SC Freiburg        | Duitsland | Bundesliga        | 0           | 0          |
| 2017/18 | Juventus FC        | Italië    | Serie A           | 23          | 0          |
| 2018/19 | Juventus FC        | Italië    | Serie A           | 13          | 0          |
| 2019/20 | Juventus FC        | Italië    | Serie A           | 14          | 0          |
| 2020/21 | Juventus FC        | Italië    | Serie A           | 19          | 0          |
| 2021/22 | AC Milan           | Italië    | Serie A           | 20          | 0          |
| 2022/23 | AC Milan           | Italië    | Serie A           | 26          | 0          |
| 2023/24 | AC Milan           | Italië    | Serie A           | 21          | 0          |
| 2024/25 | AC Milan           | Italië    | Serie A           | 23          | 0          |
| Totaal  | Totaal             | Totaal    | Totaal            | 228         | 0          |

Laatste update: 4 april 2025

## Interlandcarrière
Giuliani werd voor het eerst opgeroepen voor het Italiaanse nationale team voor een vriendschappelijke ontmoeting met Oostenrijk. op 7 april 2013. Ze werd niet opgenomen in de Italiaanse selectie voor op het EK 2013. Giuliani maakte haar debuut voor Italië op 5 april 2014 in een wedstrijd tegen Spanje tijdens de WK 2015 kwalificatiereeks. Giuliani was wel van de partij op het EK 2017 en het  WK 2019. Op laatstgenoemde was ze basisspeelster en haalde ze de kwartfinales, waarin latere finalist Nederland te sterk was. Op de voor Italië weinige succesvolle toernooien EK 2022 en WK 2023 was Giuliani eveneens van de partij.